# De Vlijt (Meppel)
De molen De Vlijt staat aan de Sluisgracht in Meppel en is sinds 2002 herbouwd op een onderbouw uit 1859 en heeft een vlucht van 21,80 meter.
Het is een achtkantige houten stellingmolen op een stenen onderbouw, met de functie van korenmolen. De kap was gedekt met schaliën, hetgeen is vervangen met hout met daaroverheen EPDM.
Hij heeft grote landschappelijke waarde. De molen is niet in gebruik, dit in tegenstelling tot de - eveneens in Meppel staande - molen De Weert. De molen is echter wel draaivaardig. Verder is er een maalstoel aanwezig. De stenen onderbouw van de molen is sinds 1999 in particulier bezit en is thans in gebruik als woning en advocatenkantoor.
Het gevlucht is oudhollands opgehekt. De 21,80 m lange, stalen roeden zijn in 2001 gemaakt door de firma Derckx. De binnenroede heeft nummer 942 en de buitenroede nummer 943.
De molen heeft een gietijzeren bovenas, die gegoten is in 2001 door de firma Hardinxveld en een bovenwiel echter nog zonder kammen. Het nummer van de bovenas is 92.
De molen wordt gevangen, geremd, met een stalen hoepelvang.
De molen heeft voor het kruien een Engels kruiwerk.
Een van de oorspronkelijke functies van deze molen was die van mosterdmolen. De Stichting Stadskorenmolen De Vlijt heeft zich ten doel gesteld deze molen te herstellen en weer als mosterdmolen in gebruik te nemen.

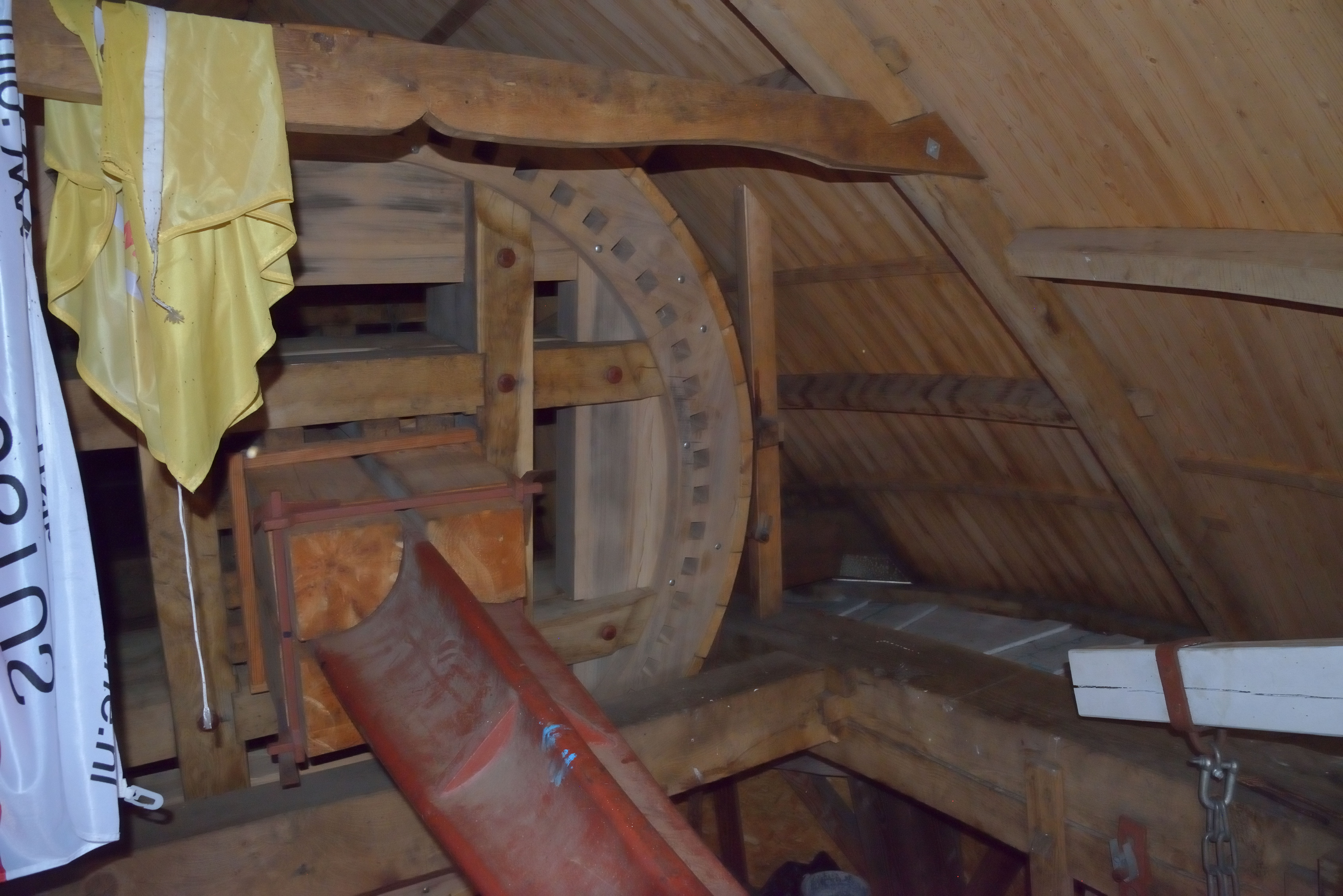
Bovenwiel
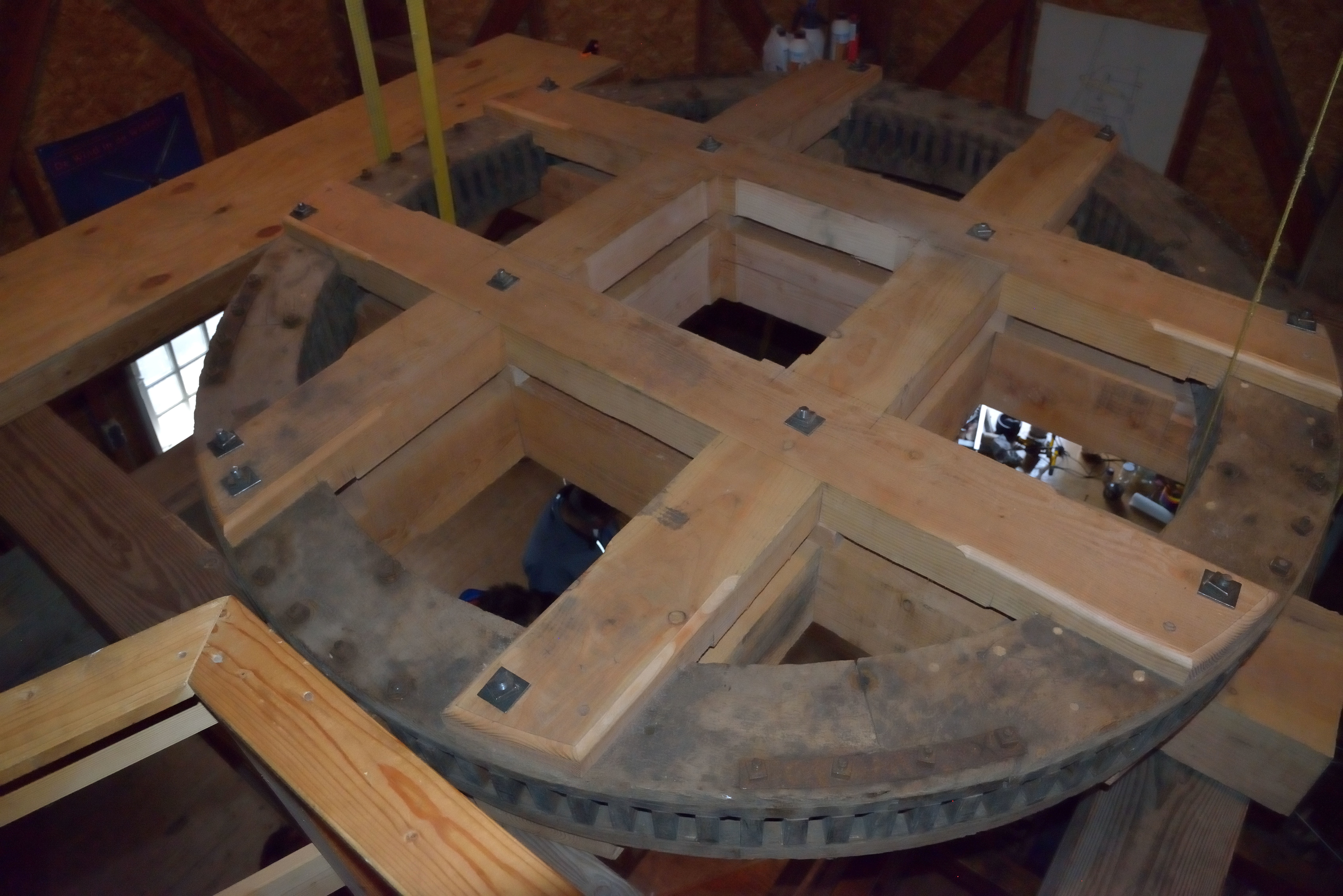
Spoorwiel
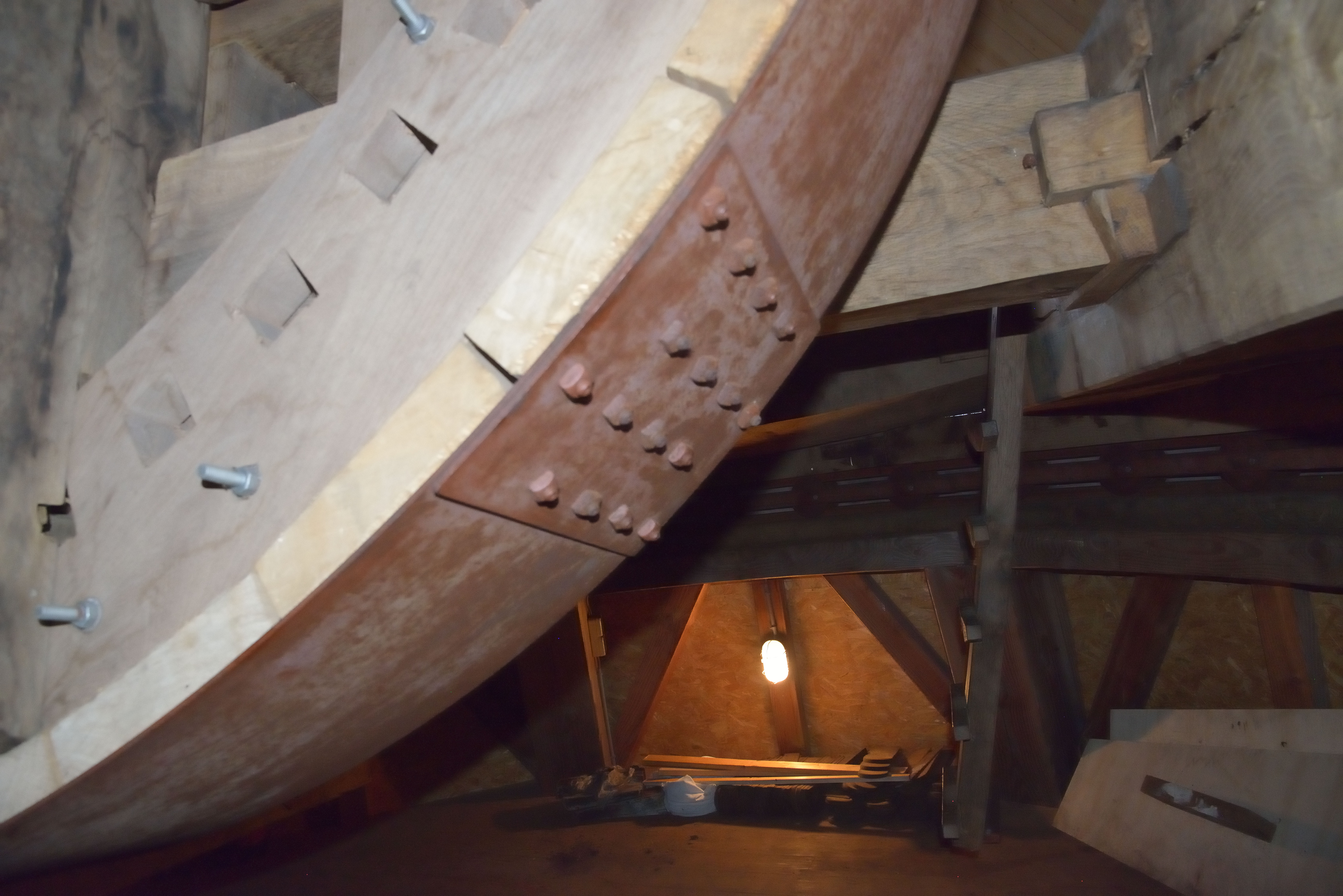
Stalen bandvang
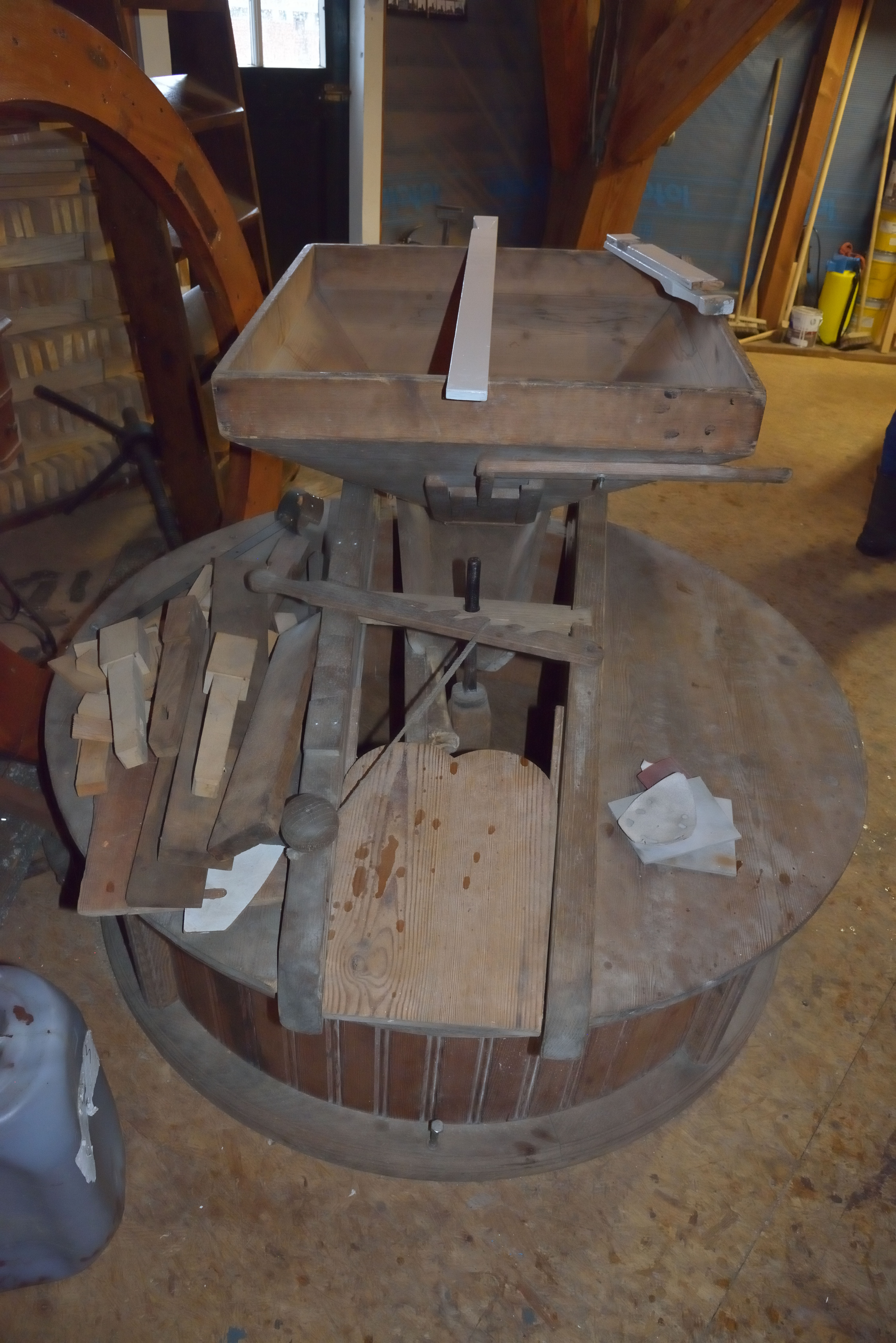
Maalstoel
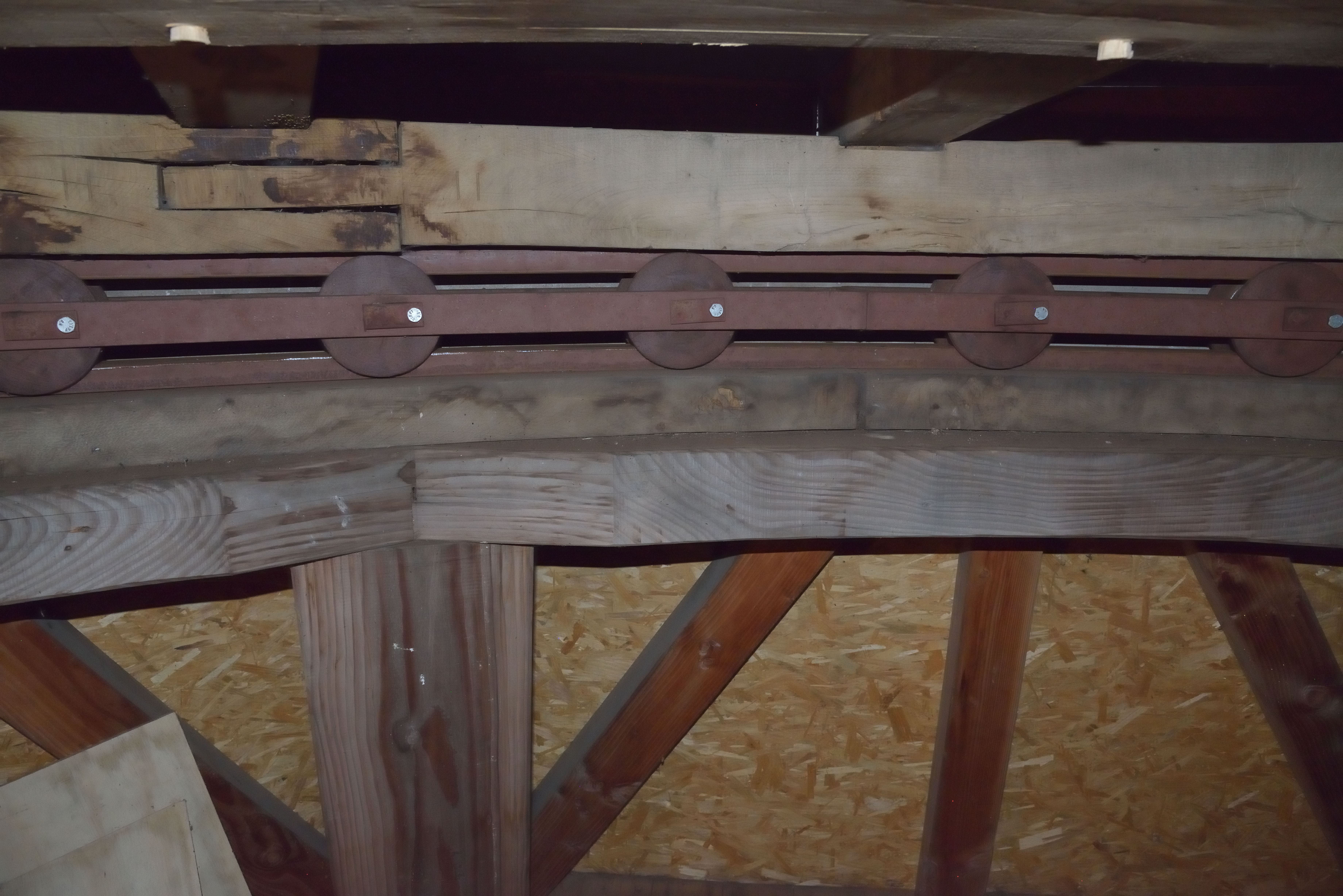
Engels kruiwerk
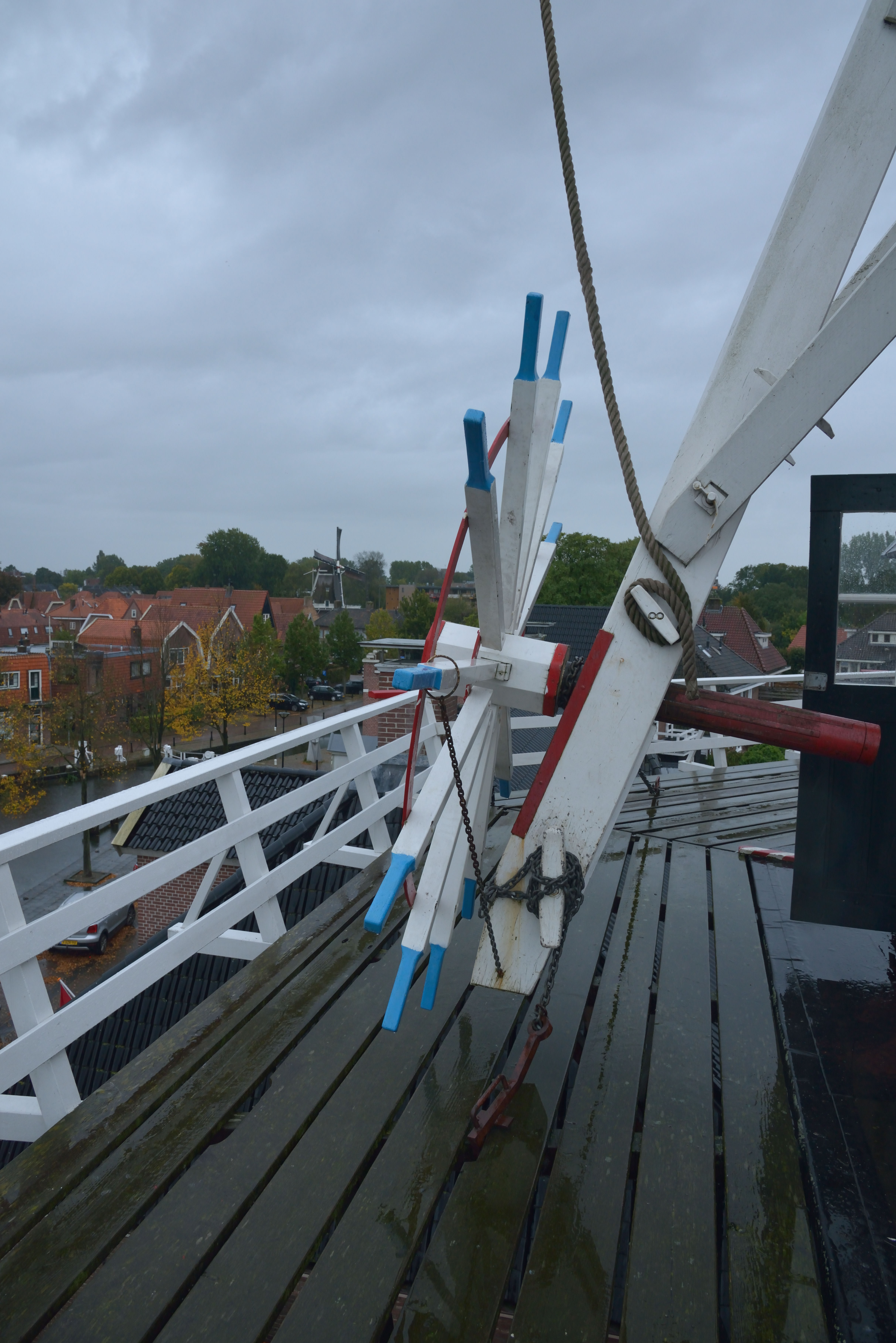
Kruiwiel. Op de achtergrond molen De Weert

## Trivia
- De molenmaker van de renovatie is de Fa. Groot Roessink uit Voorst.
- De eigenaar van het bovenste gedeelte van de molen is de Stichting Stadskorenmolen De Vlijt.
- De huidige molenaar is de heer A. Pierik.